# Sonia Malavisi
Sonia Malavisi (* 31. Oktober 1994 in Rom) ist eine italienische Leichtathletin, die sich auf den Stabhochsprung spezialisiert hat.

## Sportliche Laufbahn
Erste internationale Erfahrungen sammelte Sonia Malavisi 2012 bei den Juniorenweltmeisterschaften in Barcelona, bei denen sie mit 4,05 m in der Qualifikation ausschied. Im Jahr darauf gewann sie bei den Junioreneuropameisterschaften in Rieti mit 4,20 m die Bronzemedaille und 2014 siegte sie mit übersprungenen 4,06 m bei den U23-Mittelmeerspielen in Aubagne. Zudem qualifizierte sie sich für die Europameisterschaften in Zürich, bei denen sie aber mit 4,25 m nicht das Finale erreichte. Bei den U23-Europameisterschaften 2015 in Tallinn gelangte sie bis in das Finale und wurde dort mit 4,05 m Elfte. 2016 nahm sie erneut an den Europameisterschaften in Amsterdam teil, schied aber erneut mit 4,20 m in der Qualifikation aus. Anschließend gelangte sie auch bei den Olympischen Spielen in Rio de Janeiro mit 4,45 m nicht bis in das Finale.
2017 nahm sie erstmals an der Sommer-Universiade in Taipeh teil und schied dort mit 3,80 m in der Qualifikation aus. 2019 wurde sie bei den Halleneuropameisterschaften in Glasgow mit 4,50 m Neunte und bei den Studentenweltspielen in Neapel erreichte sie mit 4,31 m Rang sieben. 2024 verpasste sie bei den Europameisterschaften in Rom mit 4,40 m den Finaleinzug.
2015 und 2016 sowie 2019 wurde Malavisi italienische Meisterin im Stabhochsprung im Freien sowie 2016 und 2019 auch in der Halle.